# 알마아타 선언
알마아타 선언(Alma Ata Declaration)은 1978년 소련 카자흐스탄 SSR 알마아타에서 열린 일차보건의료에 대한 국제 회의에서 채택된 선언문이다. "모든 사람에게 건강을"("Health for All")이라는 표제 아래 2000년까지 일차보건의료를 이용한 인간의 건강 증진을 목표로 하였다.

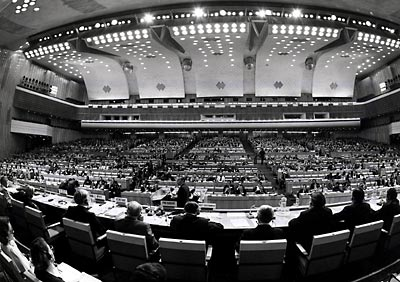
1978년 9월 소련 알마아타에서 열린 일차보건의료에 대한 국제 회의

## 배경
1960년대와 1970년대에 걸쳐 많은 개발도상국이 낙후 지역을 대상으로 지역보건사업을 시작하였다. 맨발의 의사(Barefoot Doctor, 중국어: 赤脚医生)로 불린 의료보조원을 도입한 중국과, 라틴 아메리카를 중심으로 일어난 보건개혁운동(Movimento Sanitário, 또는 Movimento da Reforma Sanitária)이 대표적이다. 그러나 이러한 노력에 대비하여 효과는 미미한 실정이었다. 이에 따라 보건 문제의 하향식 접근(Top-Down approach)에 대한 의문이 제기되었고, 자연스럽게 일차보건의료에 대한 관심이 증가되었다. 1973-1978년 동안 중국은 소련 및 일부 아프리카 국가들과 함께 WHO를 상대로 보건에 대한 상향식 접근방법("Grassroots" approach)의 도입을 촉구한다. 캐나다의 보건복지부 장관 마크 라론드는 1974년 《A new perspective on the health of Canadians》, 통칭 라론드 보고서를 통하여 포괄적인 의료와 건강증진의 필요성을 역설하였다. 뒤이어 WHO의 사무총장 할프단 말레르의 지휘 아래 보건에 대한 대안적 접근이 시도되었고, 1976년에서 1978년까지 지역 단위의 회의가 소집되어 일차보건의료의 쟁점들이 논의되었다.
1978년 9월 6일부터 9월 12일에 걸쳐 WHO와 UNICEF의 공동 주최로 최초의 일차보건의료에 대한 국제 회의가 소련 알마아타에서 개최되었다. 회의 장소를 유치하기 위하여 중국, 소련, 이란, 이집트, 코스타리카 등이 경쟁하였으며, 200만 달러의 지원금을 지불한 소련이 회담 개최지로 선정되었다. 134개국의 정부 대표단과 67개 국제기구 관계자를 합하여 3000명의 대표단이 참석하였으나, 소련과 정치적 갈등을 겪고 있던 중국은 회담에 불참하였다. 1주일 간의 회의 끝에 전세계인의 건강을 보호하고 증진하기 위한 알마아타 선언이 채택된다. 이듬해인 1979년의 세계보건총회에서 알마아타 선언이 주요 안건으로 다뤄지면서 일차보건의료 개념이 궤도에 오르게 된다.

## 내용
알마아타 선언은 세계인의 건강 보호와 증진, 건강 불평등의 해소를 위해 다양한 층위에서 일차보건의료 전략이 적용되어야 함을 주장하였다. 선언문은 총 10개의 항목으로 구성되어 있으며, 주요 내용은 다음과 같다.

### 일차보건의료
알마아타 선언에서 가장 핵심적인 내용은 일차보건의료 전략의 필요성과 구체적 마일스톤을 제시한 7번 항목이다. 선언문에서는 일차보건의료가 포괄해야 할 최소한의 범위로 보건 교육, 영양, 물과 위생, 재생산건강, 예방 접종, 풍토병 관리, 흔한 질병 및 외상의 치료, 약물 접근성의 8가지를 제시하고 있다. 일차보건의료의 실현을 위하여 주민의 자주적인 참가가 필수적이며, 행정기관과 지역주민, 보건의료종사자가 모두 노력해야 한다.

### 보편적 건강권
알마아타 선언의 1번 항목은 1948년 WHO 헌장에 제시된 건강의 정의를 언급하며 인권으로서의 건강권에 대해 강조한다. 이어 2번 항목에서 건강 불평등이 정치적, 사회적, 경제적으로 받아들일 수 없는 개념임을 언급한다. 이 선언은 이후에 논의되는 보편적 인권으로서의 건강권 확보에 큰 이정표가 된다. WHO의 사무총장 할프단 말레르는 이에 대해 "가진 자와 못 가진 자가 이뤄낸 숭고한 합의"라는 평을 하였다.

### 적정 기술
| “ | Primary health care is essential health care based on ... technology made universally accessible to individuals and families ... and at a cost that the community and country can afford ... | ” |
|   | — 알마아타 선언, 1978 |   |

알마아타 선언의 6번 항목에서는 적정 기술에 관한 내용을 언급하고 있다. 할프단 말레르는 사회적 맥락을 고려하지 않은 보건의료기술을 비판한 바 있다. 특히 병원 등의 의료시설이 도시에 집중되는 현상, 의료비 부담을 지우는 특정 기술 등이 지목되었다.

### 지역사회의학
알마아타 선언의 7-2번 항목은 일차보건의료를 지역사회의 보건 문제를 다루는 예방, 치료, 재활 및 건강 증진 서비스로 정의한다. 기존의 질병 중심, 병원 중심 전략과는 다르게 공중 보건의 개념을 적극적으로 도입하여 지역사회와 가족 단위의 보건 전략을 제시하였다. 이는 치료와 예방 프로그램의 균형을 맞추어 비용 효과적으로 경제성을 추구할 수 있도록 하였다. 선언의 7-5번 항목은 일차보건의료에 대한 지역사회의 자발적 참여를 요구한다. 이는 4번 항목에 명시된 개인의 참여 의무와 연계된다. 이러한 시도는 의료 취약계층이 일방적인 혜택만 받는 것에서 벗어나 지역사회의 일원으로 보건 문제에 직접 기여하도록 하는, 당시로서는 혁신적인 전략이였다. 특히 이러한 접근은 다양한 배경을 가진 사람들이 지역보건의료인력의 형태로 지역사회의 보건 문제에 참여할 수 있도록 하였다. 이를 통해 보건의료계획에 사회 정의 개념이 흡수될 수 있었다.

### 사회경제적 맥락에서의 건강
알마아타 선언의 3번 항목은 건강권의 보장을 위해 경제적, 사회적 발전이 필요함을 설명하고, 동시에 시민의 건강을 보호하는 것이 지속가능한 사회경제적 발전과 세계 평화에 기여함을 역설하였다. 이는 1974년 UN의 제6회 특별총회에서 통과된 신국제경제질서와 같은 비전을 공유한다고 할 수 있으며, 실제로 선언문에서도 신국제경제질서에 기초한 담론임을 명시하고 있다. 건강을 단순한 생의학적 결과물로 치부하던 기존 담론과 달리 사회적 맥락에서의 건강을 표방하였다는 의의가 있다. 동시에 이 항목은 할프단 말레르가 주장한 "발전의 도구로서의 건강"을 잘 나타낸다. 건강을 증진하기 위해 일차보건의료가 제시한 목표들을 민간 영역과 공공 영역의 합동으로 달성해야 하며, 이 과정에서 전반적인 삶의 질이 개선될 수 있다는 것이다.

## 영향
알마아타 선언의 의의는 기본적인 보건·건강서비스를 누리는 것이 인간에게 주어진 기본적 인권이라는 것을 확인한 점이다. 알마아타 선언에서 의료서비스를 제공하기 위해 공식적으로 채택된 모델은 일차보건의료였으며, 이는 지역사회의 참여가 동반된 지역사회 기반의 예방 및 치료 서비스의 보편적 적용을 의미하였다. 일차보건의료의 개념은 이후 다양한 경로로 활용되었다. 1980년대 이후 NGO들은 기존의 구호나 개발사업에서 벗어나 알마아타 선언을 기초로 한 일차보건의료의 원리를 수용하여 다양한 활동을 펼칠 수 있었다.
세계보건기구와 유니세프, 카자흐스탄 정부는 2018년 10월 25일과 26일 양일간 아스타나에서 알마아타 선언 40주년 기념행사를 가졌으며, 여기서 강력한 일차보건의료가 보편적 건강보장을 위해 필수적이라는 사실을 재확인하였다.

## 비판
1994년 WHO는 알마아타 선언의 "2000년까지 모든 사람에게 건강을"이라는 목표가 실패했음을 인정하였다. 알마아타 선언을 실행하는 단계에서 있었던 문제점과 선언 자체의 근본적 한계에 대하여 많은 전문가들이 비판의 목소리를 내었다. 국제적인 풀뿌리 건강운동조직인 민중건강운동은 《민중건강헌장》에서 알마아타 선언의 실패와 건강 불평등의 심화를 언급하며 정부와 국제기구의 무능을 그 원인으로 지목하였다. 국제기구와 정부, 그리고 민간영역까지 퍼져있던 성과우선주의와 비관주의는 알마아타 선언의 본질인 일차보건의료 확충을 위한 변화에 큰 장애물로 작용하였다. 페루의 전 보건부 장관이자 세계보건기구에서 심의관을 역임한 데이비드 테하다는 '"모든 사람에게 건강을"이라는 슬로건은 모든 사람들이 건강을 위해 행동하도록 촉구하는 사회적, 정치적 의도를 내포하고 있었지만, 현장에서는 관료주의적이고 기술적인 의미의 단순한 어구로 받아들여졌다'고 회고하였다. 할프단 말레르의 노력에도 불구하고 세계보건기구는 1980년대 들어서 세계은행의 영향 하에 놓이게 되었으며, 보건·건강서비스가 영리화되는 것을 막을 수 없었다. 더군다나 1988년 나카지마 히로시의 사무총장 선출 후 세계보건기구는 재정적인 불안과 강대국들의 입김, HIV/AIDS 등의 공중보건 위기, 고질적인 관료주의 구조에 의한 비효율성 등의 문제점을 보이며 알마아타 선언에서 제시한 일차보건의료의 목표를 달성할 수 없는 상태에 이르렀다.
워싱턴 컨센서스와 신자유주의 경제체제가 알마아타 선언의 실현가능성을 없애버렸다는 분석도 있다. 1982년의 멕시코 외채위기를 필두로 IMF가 주도하는 신자유주의적 국제질서가 세계를 강타하였다. 선택적 1차 보건관리 운동과 UNICEF의 정책은 1980년대를 통틀어 일정한 성과를 거두었지만, 세계은행의 가성비 논리를 피해갈 수 없었다. GOBI-FFF 프로그램으로 대표되는 유니세프의 보건사업은 아동 건강 및 예방접종에 큰 개선을 불러왔지만, 보건의료체계의 강화를 무시한 이러한 사업은 지속가능성에서 문제를 드러내며 일회성 성공에 그치는 한계를 보여주었다. 1990년대의 세계은행은 보건에 대한 투자를 늘릴 것을 촉구하였고, 동시에 1993년의 《World Development Report 1993: Investing in Health》를 통해 가성비와 경제학적인 분석 기반이 보건 분야의 우선순위 결정에서 중요한 가치로 설정되어야 함을 역설하였다. 이는 결과적으로 경제논리가 건강 그 자체보다 우선시되는 새로운 문제를 만들게 되었고, 건강 형평성을 가치로 한 알마아타 선언과 반대의 결과를 낳고 말았다.
알마아타 선언의 근본적 한계에 대해서도 비판이 있었다. 알마아타 선언이 보건 재정문제에 대한 대안을 제시하지 못하여 실패의 단초를 만들었다는 지적이 있다. 일부 학자들은 알마아타 선언이 지속가능성과 환경보건에 관해 다루지 못했다는 점을 비판한다. 건강 문제에 대해 일반 시민들의 목소리를 더욱 더 반영하고, 의료중심주의와 일차보건의료의 한계를 넘어 건강의 사회적 결정요인을 해결해야 한다는 비판도 있다.

## 같이 보기
- 건강권
- 일차보건의료
- 보편적 의료보장
- 국제보건
- 모든 정책의 건강
- 새천년 개발 목표
- 거시경제와 건강위원회